# Chixdiggit
Bei Chixdiggit handelt es sich um eine kanadische Pop-Punk-Band aus Calgary, die 1990 oder 1991 gegründet wurde. Beim Namen der Gruppe handelt es sich, laut eigenen Angaben, um die Heavy-Metal-Schreibweise von „Chicks Dig It“ (deutsch: Mädels mögen es oder Mädels stehen drauf). Der Großteil der Lieder der Band handelt von Frauen und Beziehungen.

## Geschichte
Das genaue Gründungsjahr von Chixdiggit kann nicht genau angegeben werden, da die Band anfangs nur als fiktive Musikgruppe der beiden High-School-Freunde KJ Jansen und Mark O’Flaherty bestand. Bevor sie überhaupt ein Lied geschrieben oder eingespielt hatten, druckten sie schon Fan-Shirts, die sich überraschend gut verkauften. Aus dem eingenommenen Geld kauften sie sich Instrumente und beschlossen, obwohl totale Anfänger, wirklich Musik zu machen. Nachdem man mit Mike Eggermont und David Alcock einen Bassisten und einen Schlagzeuger gefunden hatte, bestritt man ab 1992 mehrere kleine Auftritte.
1994 spielten sie ihre erste richtige Tour zusammen mit Lagwagon und Strung Out. Dabei gefielen sie Lagwagon-Sänger Joey Cape so gut, dass er sie NOFX-Frontmann und Fat Mike empfahl, der sie später bei seinem Plattenlabel Fat Wreck Chords unter Vertrag nahm. 1996 veröffentlichten Chixdiggit unter dem Label Sub Pop ihr selbstbetiteltes Debütalbum. Anschließend folgte der Wechsel zu Honest Don's Records, einem Sublabel von Fat Wreck Chords.

## Diskografie

### Alben
- 1996: Chixdiggit!
- 1998: Born on the First of July
- 2000: From Scene to Shining Scene
- 2005: Pink Razors
- 2007: Chixdiggit! II

### Demos
- 1993: Humped

### EPs
- 1995: Best Hung Carrot (7"-LP)
- 1996: Shadowy Bangers from a Shadowy Duplex (7"-LP)
- 1997: Chupa Cabra (7"-LP)
- 1998: Chronic for the Troops (Split-EP mit den Groovie Ghoulies)
- 1999: Best Hung Carrot in the Fridge and Other Songs
- 2000: Best Hung Carrot in the Fridge (10"-LP)
- 2011: Safeways Here We Come